# Margot Moles
Margarita „Margot“ Moles Piña (* 12. Oktober 1910 in Terrassa; † 19. August 1987 in Madrid) war eine spanische Sportlerin, die unter anderem als Leichtathletin, Skirennläuferin und Schwimmerin aktiv war.

## Biographie
Moles entstammt einer katalanischen Bürgerfamilie. Ihre Onkel waren der ehemalige spanische Innenminister Juahn Moles Ormella sowie der Chemiker und Physiker Enrique Moles.

### Leichtathletik
1932 stellt Moles mit 22,85 Metern einen neuen spanischen Rekord im Hammerwurf auf, welcher bis 1988 Bestand hatte. Zwischen 1929 und 1934 stellte sie insgesamt fünf spanische Rekorde im Diskuswurf auf, wobei ihr letzter Rekord bis 1964 Bestand hatte. Sie gewann insgesamt drei Spanische Meistertitel, zwei im Diskuswurf und einen im Kugelstoßen.

### Skisport
Moles war 1936 Teil der ersten spanischen Mannschaft die an Olympischen Winterspielen teilnahm. Moles beendete die Alpine Kombination jedoch nicht, nach dem sie nach Rang 37 in der Abfahrt nicht zum abschließenden Slalom antrat. Dies war zugleich ihr einziger internationaler Auftritt als Skirennläuferin. Im selben Jahr gewann sie die ersten spanischen Meisterschaften im Alpinen Skisport.

### Schwimmsport
1930 beteiligte sie sich an der Gründung des heutigen Real Canoe NC, wobei Moles Teil des ersten Vorstands wurde.

## Erfolge

### Leichtathletik

#### Spanische Meisterschaften
- Gold im Diskuswurf (1931, 1932)
- Gold im Kugelstoßen (1932)
- Silber im Kugelstoßen (1931)
- Silber im Speerwurf (1931)
- Bronze über 80 m Hürden (1932)

### Ski Alpin

#### Olympische Winterspiele
- Garmisch-Partenkirchen 1936: DNF Alpine Kombination

#### Spanische Meisterschaften
- Gold (1936)